# EBOH in het seizoen 1959/60
Het seizoen 1959/1960 was het zesde jaar in het bestaan van de Dordtse betaaldvoetbalclub EBOH. De club kwam uit in de Tweede divisie A en eindigde daarin op de tweede plaats. Dit betekende dat de club promoveerde naar de Eerste divisie.

## Wedstrijdstatistieken

### Tweede divisie A
|       | Baronie | EDO   | Haarlem | LONGA | N.E.C. | ONA   | Roda Sport | UVS   | De Valk | Wilhelmina | Xerxes |
| ----- | ------- | ----- | ------- | ----- | ------ | ----- | ---------- | ----- | ------- | ---------- | ------ |
| Thuis | 0 – 1   | 4 – 2 | 1 – 1   | 4 – 4 | 1 – 0  | 4 – 1 | 1 – 1      | 2 – 2 | 3 – 2   | 2 – 0      | 3 – 2  |
| Uit   | 0 – 2   | 0 – 0 | 1 – 2   | 3 – 1 | 5 – 0  | 2 – 1 | 0 – 0      | 2 – 4 | 0 – 2   | 1 – 0      | 0 – 3  |

### Beslissingswedstrijd voor rechtstreekse promotie
| Beslissingswedstrijd                             | EBOH                     | 2 – 1 (1 – 1, 0 – 1) Na verlenging | Roda Sport       |
| 18 april 1960 Plaats: 's-Hertogenbosch De Vliert | Leen de Visser 54', 114' |                                    | 3' Boeb Becholtz |

## Statistieken EBOH 1959/1960

### Eindstand EBOH in de Nederlandse Tweede divisie A 1959 / 1960
| Stand | Gespeeld | Gewonnen | Gelijk | Verloren | Punten | Doelpunten voor | Doelpunten tegen |
| ----- | -------- | -------- | ------ | -------- | ------ | --------------- | ---------------- |
| 2e    | 22       | 11       | 6      | 5        | 28     | 40              | 30               |

### Topscorers
| #              | Naam                 | Goal |
| -------------- | -------------------- | ---- |
| 1.             | Leen de Visser       | 14   |
| 2.             | Harry Broeders       | 8    |
| 3.             | Dick de Boeff        | 4    |
| 4.             | Arie Hegemans        | 2    |
| 4.             | Wim Schnebeli        | 2    |
| 4.             | Bertus Spoor         | 2    |
| 4.             | Jan de Visser        | 2    |
| 8.             | Wim van den Heuvel   | 1    |
| 8.             | Jo Hoeppertz         | 1    |
| 8.             | Jan Schoon           | 1    |
| 8.             | Henk Tak             | 1    |
| 8.             | De Visser            | 1    |
| Eigen doelpunt |                      |      |
| –              | Theo Franken (LONGA) | 1    |
| Totaal         | Totaal               | 40   |

| #      | Naam           | Goal |
| ------ | -------------- | ---- |
| 1.     | Leen de Visser | 2    |
| Totaal | Totaal         | 2    |